# Кёваго, Золтан
Золтан Кёваго (венг. Kővágó Zoltán; род. 10 апреля 1979, Сольнок) — венгерский легкоатлет, специалист по метанию диска. Выступает за сборную Венгрии по лёгкой атлетике с 1996 года, серебряный призёр летних Олимпийских игр в Афинах, чемпион мира среди юниоров, чемпион Европы среди молодёжи, многократный победитель первенств национального значения.

## Биография
Золтан Кёваго родился 10 апреля 1979 года в городе Сольнок, Венгрия.
Впервые заявил о себе в лёгкой атлетике на международном уровне в сезоне 1996 года, когда вошёл в состав венгерской национальной сборной и выступил на юниорском мировом первенстве в Сиднее, где в зачёте метания диска стал четвёртым.
В 1997 году выиграл бронзовую медаль на юниорском европейском первенстве в Любляне.
В 1998 году одержал победу на юниорском мировом первенстве в Анси, выступил на домашнем чемпионате Европы в Будапеште.
В 1999 году был шестым на молодёжном европейском первенстве в Гётеборге.
Благодаря череде удачных выступлений удостоился права защищать честь страны на летних Олимпийских играх 2000 года в Сиднее — на предварительном квалификационном этапе метания диска провалил все три свои попытки, не показав никакого результата.
В 2001 году впервые стал чемпионом Венгрии в метании диска, победил на молодёжном европейском первенстве в Амстердаме, выступил на чемпионате мира в Эдмонтоне.
На чемпионате Европы 2002 года в Мюнхене стал седьмым.
В 2004 году вновь стал чемпионом Венгрии, тогда как соревнованиях во французском Салон-де-Прованс установил свой личный рекорд — 69,95 метра. Находясь в числе лидеров венгерской легкоатлетической команды, благополучно прошёл отбор на Олимпийские игры в Афинах — изначально с результатом 67,04 метра занял в финале третье место и завоевал бронзовую олимпийскую медаль, позже в связи с дисквалификацией победившего соотечественника Роберта Фазекаша поднялся в итоговом протоколе на вторую позицию, став серебряным олимпийским призёром. За это выдающееся достижение по итогам сезона был признан лучшим атлетом Венгрии и удостоился награды Золотой крест Заслуги.
В 2005 году занял десятое место на чемпионате мира в Хельсинки, получил бронзу на Всемирном легкоатлетическом финале в Монте-Карло.
На чемпионате мира 2007 года в Осаке был девятым.
Принимал участие в Олимпийских играх 2008 года в Пекине — на сей раз на предварительном квалификационном этапе метания диска показал результат 60,79 метра, чего оказалось недостаточно для выхода в финал.
В 2009 году занял шестое место на чемпионате мира в Берлине.
На чемпионате Европы 2010 года в Барселоне в финал не вышел.
В 2011 году отметился выступлением на чемпионате мира в Тэгу.
Являясь одним из сильнейших дискоболов мира, в предолимпийском сезоне Кёваго стал фигурантом резонансного допингового скандала. В августе 2011 года австрийский допинг-офицер безуспешно пытался найти его по старому адресу проживания, спортсмен при этом уже переехал в другое место и ранее официально сообщил о своём новом адресе. По словам офицера, им удалось созвониться по телефону, но Кёваго отказался встречаться и сдавать пробу на тест, что является грубым нарушением антидопинговых правил. Кёваго, в свою очередь, отмечал, что допинг-офицер не пытался с ним связаться и в качестве подтверждения этого даже предоставил полную распечатку поступавших ему телефонных звонков. Венгерский анти-допинговый комитет, Олимпийский комитет Венгрии и Венгерская легкоатлетическая ассоциация в результате проведённого расследования сочли своего спортсмена невиновным и не стали применять к нему какие-либо дисциплинарные санкции. Международная ассоциация легкоатлетических федераций (IAAF) не приняла такое решение, и Венгерская легкоатлетическая ассоциация вынуждена была обратиться в Спортивный арбитражный суд (CAS) — защитники спортсмена отмечали, что обвинение не подтверждено доказательствами и построено исключительно на словах допинг-офицера. Суд всё же встал на сторону IAAF, согласившись с необходимостью наказания для венгерского дискобола. В итоге Золтана Кёваго отстранили от участия в соревнованиях на два года — вплоть до 5 июля 2014 года. Из-за этого он был лишён бронзовой медали, выигранной на чемпионате Европы 2012 года в Хельсинки, и не смог выступить на Олимпийских играх в Лондоне, где должен был стать одним из фаворитов.
По окончании срока дисквалификации Кёваго возобновил спортивную карьеру и продолжил принимать участие в крупнейших международных турнирах. Так, в 2014 году он в очередной раз выиграл чемпионат Венгрии, метал диск на чемпионате Европы в Цюрихе.
В 2015 году выступил на чемпионате мира в Пекине.
В 2016 году стал шестым на чемпионате Европы в Амстердаме. Выполнив олимпийский квалификационный норматив (65,00), соревновался на Олимпийских играх в Рио-де-Жанейро — здесь в финале метания диска с результатом 64,50 метра стал седьмым.
В 2017 году находился среди участников чемпионата мира в Лондоне.
В 2018 году выступил на чемпионате Европы в Берлине.